# Принц де Линь

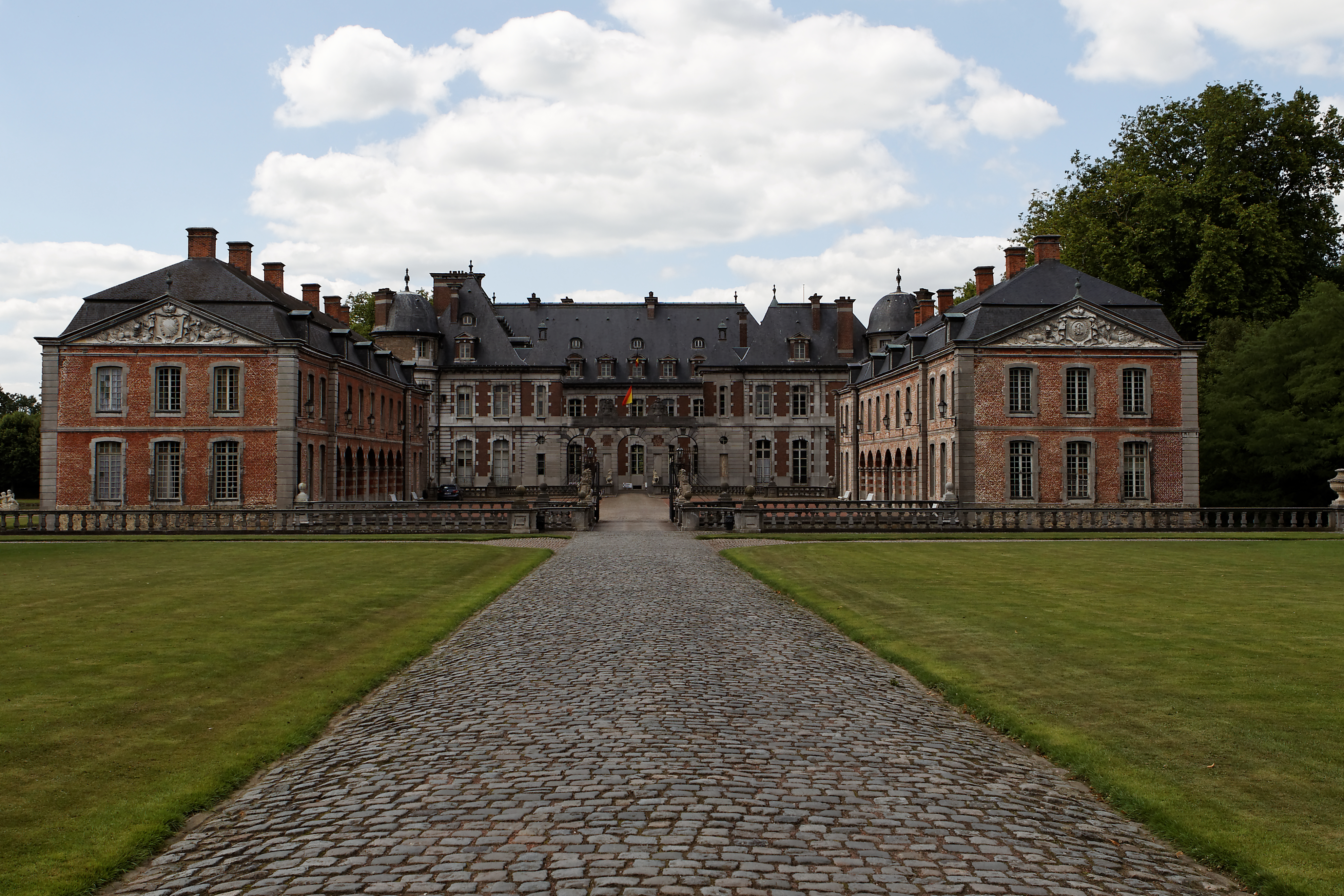
Замок Белёй, резиденция княжеского дома Линей в Бельгии

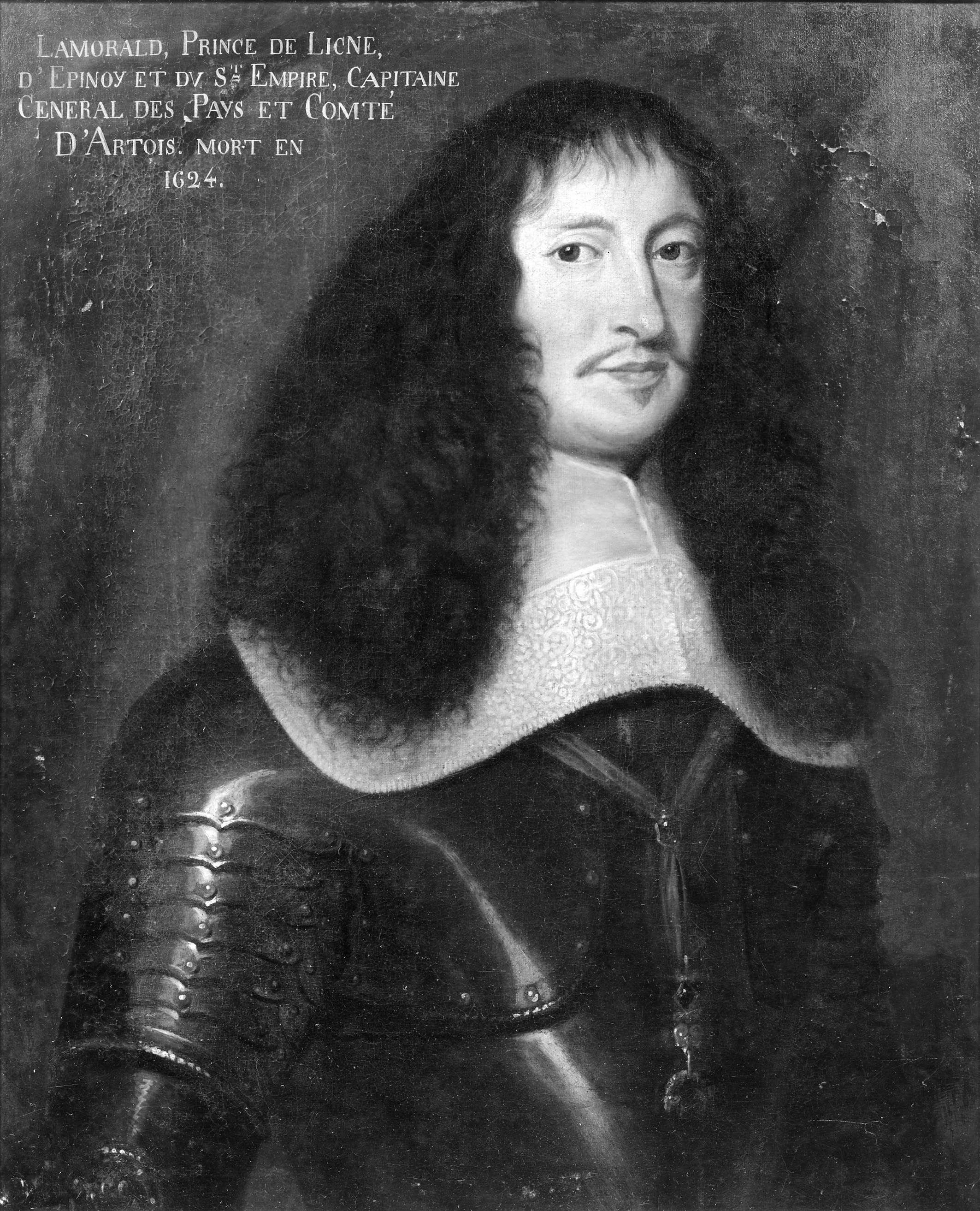
Ламораль I де Линь (1563—1624), 1-й принц де Линь с 1601 года

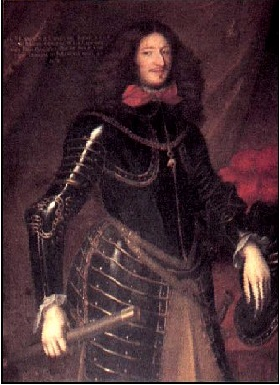
Клод-Ламораль I де Линь (1618—1679), 3-й принц де Линь (1641—1679))

Принц де Линь — бельгийский дворянский титул, который принадлежит дому Линь, ведущему своё начало с XI века. Он был обязан названию деревне, находившейся между городами Ат и Турне (Валлония, Бельгия). Во время Крестовых походов сеньоры де Линь входили в свиту графа Геннегау.
С XII века члены дома де Линь носили баронский титул, а с XVI века — графы де Фокамберг и принцы де Эпинуа. В 1601 году Ламораль I получил титулы принца де Линь и князя Священной Римской Империи от императора Рудольфа II.

## Бароны де Линь
- Жан II (умер в 1442), барон де Линь и Брабансон, сеньор де Белёй
  -  Мишель III (умер в 1468), барон де Линь и Брабансон в 1442—1468 годах
    - Жан III (умер в 1491), барон де Линь, сеньор де Рубе в 1468—1491 годах
      -  Антуан I (умер в 1532), барон де Линь и Белёй в 1491—1532 годах, граф де Фокамберг, с 1513 года — 1-й принц де Мортань
        -  Жак I (умер в 1552), барон де Линь и Белёй, граф де Фокамберг в 1532—1545 годах, 1-й граф де Линь с 1545 года

    -  Гийом (умер около 1519 года), унаследовал Брабансон, предок герцогов Аренбергских по мужской линии.

## Графы де Линь (1545—1601)
- Жак I (умер 1552 года), 1-й граф де Линь в 1545—1552 годах, граф де Фокамберг, принц де Мортань, барон де Белёй
  -  Филипп (1533—1583), 2-й граф де Линь в 1552—1583 годах, граф де Фокамберг, барон де Вассенар и де Белёй, виконт де Лейден
    -  Ламораль (1563—1624), 3-й граф де Линь в 1583—1601 годах, с 1592 года — принц де Эпинау, первый фюрст (князь) фон Линь с 1601 года.

## Принцы де Линь (1601 — н.в.)
- Ламораль (1563—1624), 1-й принц в 1601—1624 годах
  -  Флоран, наследный принц, маркиз де Рубе (1588—1622), с 1608 года — принц д’Амблиз
    - Альберт Анри (1615—1641), 2-й принц в 1624—1641 годах
    -  Клод Ламораль I (1618—1679), 3-й принц в 1641—1679 годах
      -  Анри I Луи Эрнест (1644—1702), 4-й принц в 1679—1702 годах
        - Антуан II Жозеф Гислен (1682—1750), 5-й принц де Линь 1702—1750
        -  Клод Ламораль II (1685—1766), 6-й принц де Линь 1750—1766
          -  Шарль-Жозеф (1735—1814), 7-й принц де Линь 1766—1814
            -  Луи Эжен Мари Ламораль, наследный принц (1766—1813)
              -  Эжен I (1804—1880), 8-й принц де Линь 1814—1880
                - Анри Максимилиан Жозеф Шарль Луи Ламораль, наследный принц (1824—1871)
                  - Луи (1854—1918), 9-й принц де Линь 1880—1918
                  -  Эрнест (1857—1937), 10-й принц де Линь 1918—1937, прадед нынешней наследной великой герцогини Люксембургской
                    -  Эжен II (1893—1960), 11-й принц де Линь 1937—1960
                      - Балдуин (1918—1985), 12-й принц де Линь 1960—1985
                      -  Антуан III (1925—2005), 13-й принц де Линь 1985—2005
                        - Мишель IV (род. 1951), 14-й принц де Линь (2005 — н.в.)
                          -  Анри II Антуан, наследный принц (род. 1989)

                        - Принц Вотье Филипп де Линь (род. 1952)
                          -  Принц Филипп Мишель де Линь (род. 1977)
                            -  Принц Жан-Шарль де Линь (род. 2010)

                        -  Принц Антуан Ламораль де Линь (род. 1959)
                          -  Принц Луи де Линь (род. 2003)

                -  Принц Шарль Жозеф Эжен Анри Джордж Ламораль де Линь (1837—1914)
                  -  Принц Анри Флоран Ламораль де Линь (1881—1967)
                    -  Принц Жан Шарль де Линь-Ла-Тремуй (1911—2005)
                      -  Принц Шарль-Антуан-Ламораль де Линь-Ла-Тремуй (род. 1946)
                        - Принц Эдоард Ламораль Рудольф де Линь-Ла-Тремуй (род. 1976)
                        -  Принц Шарль Ламораль Жозеф Малькольм де Линь-Ла-Тремуй (род. 1980)
                          -  Принц Амадео Жозеф Габриэль де Линь-Ла-Тремуй (род. 2012)